# Lewin Brzeski
Lewin Brzeski este un oraș în Polonia.